# Die Büchse der Pandora (Film)
Die Büchse der Pandora ist ein deutscher Stummfilm aus dem Jahr 1929. Regie führte Georg Wilhelm Pabst. Die Hauptrolle spielte die amerikanische Schauspielerin Louise Brooks. Die Geschichte des Films beruht lose auf den Dramen Erdgeist und Die Büchse der Pandora von Frank Wedekind.

## Handlung
Lulu ist eine junge Tänzerin, in die sich mehrere Männer und eine Frau verlieben und an der sie zu Grunde gehen. Auch Dr. Schön, ein wohlhabender, einflussreicher Zeitungsherausgeber, erliegt ihren Reizen. Aus gesellschaftlichen Gründen will er aber eine andere Frau heiraten. Durch einen von Lulu inszenierten Skandal kommt es aber nicht dazu, und Dr. Schön ehelicht Lulu. Schon in der Hochzeitsnacht kommt es zu einem Handgemenge, in dessen Verlauf Dr. Schön erschossen wird. Lulu kommt vor Gericht und wird des Totschlages für schuldig befunden, kann aber aus dem Gerichtssaal fliehen und setzt eine Liebesaffäre mit Alwa, dem Sohn von Dr. Schön fort. Beide flüchten vor der Polizei und gelangen schließlich in ein Bordell, das auf einem Schiff betrieben wird. Lulu muss sich dort prostituieren, damit sie von ihrem erpresserischen Zuhälter nicht an die Polizei verraten wird. Als Lulu an einen reichen Freier verkauft werden soll, fliehen Alwa und Lulu nach London, wo Lulu Opfer des Frauenmörders Jack the Ripper wird.

## Zensur
30. Januar 1929: Jugendverbot – Zulassungskarte der Filmprüfstelle Berlin B.21540, 8 Akte 3255 Meter (3265 Meter vor Zensur)
9. April 1934 Verbot – Film-Oberprüfstelle O.7290, auf Antrag des Reichsministers für Volksaufklärung und Propaganda

## Hintergründe
Die Büchse der Pandora war einer der ersten Filme, in denen eine lesbische Frau gezeigt wurde.
Die Filmbauten stammen von Andrej Andrejew.

## Kritiken
„Sie steht da, lächelnd, in kindlicher Freude am Sinnengenuss.“

„Mit diesem Film festigte Pabst seinen Ruf als scharfsinniger Psychologe und als Meister des Bildes und der Montage.“

## Sonstiges
Es existiert eine restaurierte Fassung des Films, herausgegeben vom Filmmuseum München mit einer Länge von 3020 Metern (132 Minuten), neuem Vorspann und neuen Zwischentiteln.
Im Popsong Pandora’s Box (1991) von OMD sind sowohl der Text (an Louise Brooks gerichtet) als auch das Video (unter Verwendung zahlreicher Szenen aus dem Film) als Hommage an Brooks und ihren größten Film gedacht.
Das Filmproduktionsstudio Pandora Film Verleih benannte sich nach dem Stummfilm Die Büchse der Pandora.